# 城南乡 (临湘市)
城南乡，中华人民共和国湖南省岳阳市临湘市下属的一个镇，位于临湘市西部。107国道、桃矿铁路专线经过镇区。

## 建制沿革
- 1957年，设长安乡；
- 1958年，改长安公社；
- 1984年，改置长安乡；
- 1992年，更名城南乡。

## 行政区划
城南乡下辖8个行政村：
- 栗南村、王禾村、三联村、联合村、大岭村、阮畈村、花园村、板桥村